# Mission: Impossible – The Final Reckoning
Mission: Impossible – The Final Reckoning är en amerikansk action-äventyrsfilm från 2025. Filmen är regisserad av Christopher McQuarrie, som även har skrivit manus. Den är uppföljaren till Mission: Impossible – Dead Reckoning Part One från 2023, och är den åttonde och sista filmen i Mission: Impossible-franchisen.
Filmen var planerad att ha biopremiär i Sverige den 26 juni 2024. Men på grund av skådespelarstrejken i Hollywood så valde man att skjuta upp hela filmen med ett år. Den nya biopremiären ägde rum den 21 maj 2025 och distribueras av Paramount Pictures.

## Rollista (i urval)
Källa: 
- Tom Cruise – Ethan Hunt
- Ving Rhames – Luther Stickell
- Simon Pegg – Benji Dunn
- Vanessa Kirby – Alanna Mitsopolis / The White Widow
- Hayley Atwell – Grace
- Henry Czerny – Eugene Kittridge
- Esai Morales – Gabriel
- Pom Klementieff – fransk assassin
- Shea Whigham – Jasper Briggs
- Nick Offerman – Sydney

## Produktion
Den 14 januari 2019 tillkännagav Tom Cruise att de sjunde och åttonde Mission: Impossible-filmerna skulle spelas in efter varandra, med McQuarrie som skulle skriva manus och regisserade båda filmerna. I februari 2021 blev det klart att filmen inte skulle spelas in direkt efter Mission: Impossible – Dead Reckoning Part One.
Filminspelningarna påbörjades någon gång under mars 2022 och tog plats i Storbritannien, Malta, Sydafrika och Norge. I december samma år rapporterades det om att inspelningen var klar i Storbritannien och att de åkte till Apulien för att fortsätta filma ombord på USS George H.W. Bush hangarfartyg.